# Клэнси, Сьюзен
Сьюзен Клэнси – когнитивный психолог и профессор по потребительскому поведению в INCAE, а также аспирант Гарвардского университета. Она известна своими противоречивыми работами о вытесненных и восстановленных воспоминаниях в книгах "Похищенные" и "Миф о травме".

## Образование
В 2001 году Клэнси получила докторскую степень по экспериментальной психологии в Гарвардском университете.

## Карьера
Сьюзен Клэнси поступила на факультет психологии Гарвардского университета в качестве аспирантки в 1995 году. Там она начала изучать память и идею вытесненных воспоминаний из-за травмы. Дебаты в этой области были сильны в то время, когда многие клиницисты утверждали, что мы подавляем воспоминания, чтобы защитить себя от травмы, которую было бы слишком трудно вынести. С другой стороны, многие когнитивные психологи утверждали, что истинная травма почти никогда не забывается и что воспоминания, вызванные годами позже гипнозом, скорее всего, ложны.
В 2003 году Клэнси заметил Брюсу Грирсону из "Нью-Йорк Таймс", что "никто не занимался исследованием группы, которая была в центре спора – людей, которые сообщали о восстановленных воспоминаниях. Функция памяти в этой группе никогда не изучалась в лаборатории."
Клэнси предположила, что существует группа людей, которые более восприимчивы к созданию ложной памяти, и что эта тенденция может быть продемонстрирована в лаборатории с помощью стандартных тестов памяти. Тесты включали в себя предоставление участникам списков родственных слов, а затем позже просили их вспомнить первый список, обведя слова из второго списка, который включал похожие слова. Ее данные показали, что некоторые люди с большей вероятностью "вспомнят", увидев похожие слова в списках, которые не были точно совпадающими, чем контрольная группа. По существу, "создание воспоминания из контекстуального вывода, факта из чувства. Эти выводы были опубликованы в журнале Psychological Science в 2000 году.
Ее работа подверглась резкой критике со стороны некоторых членов общины. Было высказано предположение, что у тех, у кого восстановились воспоминания о травме, были такие травмирующие воспоминания, что они не только подавлялись, но и проявлялись в виде когнитивных нарушений, которые могли вызвать проблемы с памятью в тестовых условиях, подобных этому исследованию. Кроме того, она получала письма, предполагающие, что даже проведение такого рода исследований вообще "подбадривает растлителей малолетних" и высмеивает страдания детей. В 2000 году, когда ее пригласили выступить в Кембриджской больнице, ей сказали, что многие в психиатрическом отделении протестовали против ее лекции.
В этот момент Клэнси решила найти новую группу для изучения. Она начала изучать похищенных инопланетянами, чьи истории могли бы дать более методологически ясные результаты. Она начала агитировать за участников, пока не нашла 11 добровольно похищенных. Это создало свои собственные проблемы, потому что многие участники исследования не верят в вытесненные воспоминания, а скорее в какую-то внеземную интерпретацию, такую как инопланетяне, стирающие их воспоминания или контролирующие их разум каким-то образом.
В 2003 году Клэнси заняла должность профессора в Гарвардском филиале Центральноамериканского института делового администрирования в Манагуа, Никарагуа. Она стала научным руководителем Гарвардского центра по улучшению положения, развитию и лидерству женщин в Никарагуа.

### Похищенные: как люди приходят к мысли, что они были похищены инопланетянами
Книга Сьюзен Клэнси "похищенные: как люди приходят к мысли, что их похитили инопланетяне", опубликованная издательством Harvard University Press в 2005 году, была встречена сильными положительными отзывами. В книге использованы данные, полученные в ходе нескольких исследований памяти похищенных, которые были проведены в предыдущие несколько лет. Книга исследует то, что основные эксперты считают источниками историй о похищениях, таких как сонный паралич и использование методов гипноза для "восстановления" забытых воспоминаний. Клэнси считает, что предыдущий интерес к паранормальному и эмоциональные факторы также играют определенную роль в создании воспоминания о похищении.
Бенедикт Кэри из "Нью-Йорк таймс" считает, что книга посвящена не только инопланетянам, что "книга намекает на более масштабные амбиции, чтобы объяснить психологию трансформационных переживаний, будь то предполагаемые похищения, обращения или божественные посещения." Клэнси демонстрирует, что истории о похищении инопланетянами дают людям смысл и способ понять их собственную жизнь и обстоятельства. Это также дает им ощущение, что они не одиноки во Вселенной. "В этом смысле воспоминания о похищении подобны трансцендентным религиозным видениям, пугающим и в то же время каким-то образом успокаивающим и, на каком-то личном психологическом уровне, истинным. Пол Макхью из The Wall Street Journal также указывает на то, что, как бы ни был плох опыт, никто из похищенных не сожалеет о том, что это произошло. Многие из них чувствуют, что они были особенными или "избранными" для получения этих переживаний.
Единственная критика Бенедикта Кэри заключается в том, что Клэнси не просила похищенных, с которыми она беседовала, делиться своими религиозными убеждениями, о чем он отмечает, что сама Клэнси также сожалеет. Он приходит к выводу, что "когда дело доходит до изучения глубин инопланетных историй, научное исследование, подобное этому, возможно, должно завершиться исследованием религии."
В интервью Мадлен Брэнд на ежедневном радиошоу NPR Клэнси отвечает на вопрос о том, как ее собеседники отреагировали на публикацию ее книги. Она объясняет:
Я могу сказать вам, что большинство из тех, кто читал эту книгу, расстроены. Я должна быть честна с этим. И я понимаю, почему, потому что о том, что происходит в книге, я представляю свое собственное мнение, но я бросаю вызов их глубоко укоренившимся убеждениям, убеждениям, которые очень важны для них. Поэтому они злятся, и я чувствую себя ужасно из-за этого.
Клэнси, в ответ на идею о том, что опыт похищения инопланетянами подобен религиозным верованиям и переживаниям, говорит:
Все, что я хотела бы сказать, это то, что точно так же, как люди находят смысл в своих религиозных верованиях и переживаниях, эти люди находят смысл в своих верованиях о похищении инопланетянами и в своем опыте похищения инопланетянами.

### Миф о травме: правда о сексуальном абьюзе над детьми—и его последствиях
Работа над этой книгой, опубликованной в 2010 году, началась, когда Клэнси работала над своим дипломным исследовательским проектом в середине 1990-х годов, и начала брать интервью у взрослых, переживших сексуальное насилие в детстве. К своему большому удивлению, она обнаружила, что большинство жертв абьюза в детстве не чувствовали травм, в обычном смысле этого слова, пока они не стали достаточно взрослыми, чтобы действительно понять, что произошло.
Одним из самых распространенных чувств среди ее образцов было чувство вины перед самим собой. Большинство опрошенных никогда не испытывали насилия и не помнили, что чувствовали боль, скорее это было в основном замешательство в то время. Но психологический ущерб начинается тогда, когда они осознают, что их доверие и невинность были преданы. Именно это чувство сопричастности со стороны жертвы вызывает наибольшие страдания в дальнейшей жизни. Клэнси говорит, что девяносто пять процентов жертв сексуального абьюза в детстве никогда не обращаются за лечением из-за своих ложных представлений о том, как должен выглядеть абьюз:
Вы получаете всех этих людей, которые держат это в секрете, потому что им стыдно — потому что то, что с ними случилось, не то, что изображается в средствах массовой информации или психологических и медицинских кругах.
Было много возмущения по поводу выводов, представленных в этой книге.
Когда ее спросили о критике, что ее книга могла бы утверждать, что дети не страдают от сексуального абьюза, Клэнси сказала: "Я никогда этого не скажу. Я не могла быть более ясной. Это чудовищное, отвратительное преступление. Многие также обвиняли Клэнси и эту книгу в том, что они поощряют растлителей детей. На это она отвечает, что:
Сексуальный абьюз никогда не бывает нормальным. Каковы бы ни были обстоятельства и как бы они ни сказывались на жертвах, сексуальное насилие-это ужасное, отвратительное преступление. Просто потому, что это редко физически или психологически повреждает ребенка, не означает, что это нормально. Вредность-это не то же самое, что несправедливость. И почему это неправильно? Потому что дети не способны на согласие.
Клэнси утверждает, что ее модель-это то, что действительно может помочь взрослым, пережившим сексуальный абьюз в детстве. Эти выжившие часто стыдятся своего поведения и того, что они не дали отпор, они винят себя и часто не говорят о произошедших событиях или даже считают, что случившееся с ними можно считать оскорблением. Она считает, что для этих выживших может быть очень полезно узнать, что их опыт и их реакция или отсутствие реакции были нормальными. Согласно интервью со Сьюзен Пинкер, пишущей для The Globe and Mail в 2010 году Клэнси ясно дает понять в своей книге "что дети никогда не виноваты, что сексуальный абьюз всегда является преступлением и что вина всегда лежит на взрослом человеке."
В этой книге также рассматривается идея вытесненной памяти. Клэнси утверждает, что причина, по которой многие дети не помнят сексуального абьюза до более позднего возраста, заключалась в том, что оно просто не было запоминающимся в то время. Она говорит в интервью журналу Salon:
То, что терапевты в области сексуального абьюза называют вытеснением, на самом деле является простым забыванием. Большинство детей, которые подвергаются абьюзу, не понимают этого в то время. Таким образом, это не является значительным опытом, когда это происходит — это странно, возможно, — и поэтому они забывают об этом, как мы забываем так много аспектов детства. Позже психотерапевт может спросить их: "подвергались ли вы сексуальному абьюзу в детстве?- и этот вопрос вызовет воспоминания. Когда это происходит, это не пример восстановленной памяти. Это пример нормального забывания и запоминания.
О том, как мы должны относиться к жертвам сексуального абьюза, Клэнси говорит:
Я думаю, что практически жертвы сексуального насилия должны слышать громко и ясно, что то, что случилось с вами, происходит с большинством людей. Это было неправильно и не по вашей вине, и вы должны сообщить о преступлении, а виновный должен быть наказан.

### Журнальные статьи
- ¿Por qué no hay más Mujeres en la Cima de la Escala Corporativa: Debido a Estereotipos, a Diferencias Biológicas o a Escogencias Personales? / Why aren’t more Women at the Top of the Corporate Ladder: Stereotypes, Biological Differences or Choices (2007)[3][11]
- Autobiographical memory specificity in adults reporting repressed, recovered, or continuous memories of childhood sexual abuse (2006)[3][12]
- Clinical characteristics of adults reporting repressed, recovered, or continuous memories of childhood sexual abuse (2006)[3][13]
- Sleep paralysis and recovered memories of childhood sexual abuse: A reply to Pendergrast (2006)[3][14]
- Who needs repression? Normal memory processes can explain “forgetting” of childhood sexual abuse (2005)[3][15]
- Sleep Paralysis, Sexual Abuse, and Space Alien Abduction (2005)[3][16]
- Sleep paralysis in adults reporting repressed, recovered, or continuous memories of childhood sexual abuse (2005)[3][17]
- Reality Monitoring in Adults Reporting Repressed, Recovered, or Continuous Memories of Childhood Sexual Abuse (2005)[3][18]
- Inhibiting retrieval of trauma cues in adults reporting histories of childhood sexual abuse (2004)[3][19]
- Psychophysiological Responding During Script-Driven Imagery in People Reporting Abduction by Space Aliens (2004)[3][20]
- Reconceptualizing the teaching team in universities: Working with sessional staff (2002)[3][21]
- Memory distortion in people reporting abduction by aliens (2002)[3][22]
- Directed forgetting of trauma cues in adults reporting repressed or recovered memories of childhood sexual abuse (2001)[3][23]
- False Recognition in Women Reporting Recovered Memories of Sexual Abuse (2000)[3][24]
- Personality profiles, dissociations, and absorption in women reporting repressed, recovered, or continuous memories of childhood sexual abuse (2000)[3][25]
- Cognitive processing of trauma cues in adults reporting repressed, recovered, or continuous memories of childhood sexual abuse (2000)[3][26]
- Effects of guided imagery on memory distortion in women reporting recovered memories of childhood sexual abuse (1999)[3][27]
- Cardiorespiratory Symptoms in Response to Physiological Arousal (1998)[3][28]
- Directed forgetting of trauma cues in adult survivors of childhood sexual abuse with and without posttraumatic stress disorder (1998)[3][29]
- Differential diagnosis of palpitations. Preliminary development of a screening instrument (1996)[3][30]
- Somatized Psychiatric Disorder Presenting as Palpitations. Archives of Internal Medicine (1996)[3][31]